# Darko Tanasković
Darko Tanasković (Zagreb, 4. siječnja. 1948.) je srpski islamolog, filolog orijentalista, sveučilišni profesor, književnik, književni prevoditelj, akademik, diplomat Savezne Republike Jugoslavije i veleposlanik Srbije pri UNESCOu.

## Životopis
Rođen je 1948. u Zagrebu. Sin je generala Rajka Tanaskovića. Osnovnu i klasičnu gimnaziju je završio u Beogradu 1966. nakon čega upisuje Filološki fakultet Sveučilišta u Beogradu. Diplomirao je orijentalnu filologiju 1970., zatim magistrirao 1972. i doktorirao 1979. s temom „Arapski jezik u suvremenom Tunisu – diglosija i bilingvizam“. Godine 1971. je postao asistent, zatim docent 1980. i izvanredni profesor od 1981. na Katedri za orijentalistiku na Filološkom fakultetu u Beogradu. Za redovnog profesora je primljen 1989. godine. Predavao je između ostalog arapski jezik, arapsku književnost, turski jezik, uvod u orijentalnu filologiju, zatim perzijsku književnost, osnove islamske civilizacije, islam i kršćanstvo, uvod u komparativnu gramatiku semitskih jezika, lingvističku arabistiku. Jedno vrijeme je radio kao upravnik Katedre za orijentalistiku, prodekan Filološkog fakulteta i predsjednik Savjeta i Upravnog odbora Filološkog fakulteta.
Tijekom profesorske karijere je po pozivu predavao i na sveučilištima u Skoplju, Sarajevu, Visokoj školi za društvene nauke u Parizu i od 2007. na Univerzitetu UN u Beogradu. Od 1999. radi kao profesor na Sveučilištu primijenjenih znanosti „Megatrend“, od 2008. na Akademiji za diplomaciju i sigurnost, zatim Fakultetu za medije i komunikaciju, Beogradskoj otvorenoj školi (BOŠ), te Institutu za geopolitičke studije u Beogradu.
Član je Izvršnog komiteta Europskog sveučilišta u Rimu od 1990., član Europske akademije znanosti i umjetnosti u Salzburgu od 1995., član Komisije za matičnost i Upravnog odbora Sveučilišta u Beogradu, zatim član udruženja književnih prevodtielja, Udruženje književnika Srbije i srpskog PEN-kluba, te član Upravnog odbora Vaterpolo saveza Srbije, Upravnog odbora SKZ i Upravnog odbora Instituta za književnost i umjetnost u Beogradu.
Bio je veleposlanik Savezne Republike Jugoslavije u Republici Turskoj od 1995. do 1999, veleposlanik SRJ u Azerbejdžanu od 1998. do 1999, te veleposlanik SRJ u Vatikanu i pri Malteškom viteškom redu od 2002. do 2008. godine.
Od 2014. godine obnaša dužnost veleposlanika Srbije pri UNESCO-u.
Govori francuski, engleski, arapski, turski, talijanski i ruski jezik, a obrazovanje je stekao i u klasičnim jezicima poput starogrčkog i latinskog. Oženjen je i otac troje djece.

## Nagrade
- Dobitnik je nagrade "Zlatni beočug" za trajni doprinos kulturi Beograda 2009. godine.
- Orden pape Pia IX., Veliki križ

## Vanjske poveznice
- Darko Tanasković[neaktivna poveznica]
- Projekt Rastko:Gora na slici - Gora u srcu - Prof. Darko Tanasković